# Сяо Цзяжуйсюань
Сяо Цзяжуйсюань (нар. 4 червня 2004) — китайський стрілець, бронзова призерка Олімпійських ігор 2020 року.

## Виступи на Олімпіадах
| Олімпіада  | Дисципліна          | Місце |
| ---------- | ------------------- | ----- |
| Токіо 2020 | пістолет, 25 метрів | 3     |

## Зовнішні посилання
- Сяо Цзяжуйсюань на сайті ISSF

1. ↑  https://www.olympedia.org/athletes/141758